# Elisabetta d'Asburgo
Elisabetta d'Asburgo, in polacco Elżbieta Rakuszanka (Vienna, 1436 – Cracovia, 30 agosto 1505), era la moglie del re Casimiro IV di Polonia e quindi Regina consorte di Polonia e Granduchessa consorte di Lituania.

## Biografia

### Infanzia tumultuosa
Elisabetta era la figlia dell'imperatore Alberto II, e di sua moglie, Elisabetta di Lussemburgo, figlia dell'imperatore Sigismondo. La data esatta della sua nascita è sconosciuta, anche se si ipotizza che fosse tra il 1436 e l'inizio del 1439. Il cronista polacco Jan Długosz menzionò che gli inviati polacchi si recarono a Vienna nell'autunno 1436 per negoziare con l'imperatore Sigismondo un matrimonio tra le sue nipoti, Anna ed Elisabetta, che erano considerate eredi dei troni di Boemia e Ungheria, con i principi polacchi Władysław e Casimir. Mentre i negoziati si concludevano senza un accordo, permettevano agli storici di concludere che Elisabetta era nata nella prima metà del 1436.
I primi anni di vita di Elisabetta furono caratterizzati da disordini politici. Dopo la morte dell'imperatore Sigismondo nel dicembre del 1437, il padre di Elisabetta fu incoronato re di Ungheria e Boemia. I diplomatici polacchi continuarono a perseguire il piano per un matrimonio tra Casimiro ed Elisabetta, che avrebbe portato la Boemia in dote. Alberto II ricevette freddamente i diplomatici perché non aveva intenzione di cedere le sue pretese alla Boemia. Nel marzo 1439, la sorella di Elisabetta, Anna, fu promessa in sposa a Guglielmo III, Langravio di Turingia, figlio di Federico I, elettore di Sassonia, e fu mandata vivere alla corte sassone.
Suo padre morì nell'ottobre del 1439 dopo una breve campagna contro l'Impero ottomano. La sua vedova, incinta, si considerava l'unica erede legittima dell'imperatore Sigismondo e combatté per incoronare suo figlio Ladislao il Postumo come re d'Ungheria, mentre i nobili ungheresi scelsero il re polacco Władysław III. [6] La governante della principessa Elisabetta, Helene Kottanner, rubò la Santa Corona d'Ungheria e la portò alla regina Elisabetta a Komárno. Ladislao fu incoronato il 15 maggio 1440, ma ciò non fermò la guerra civile. Per la loro sicurezza e protezione, i due figli di Alberto ed Elisabetta furono affidati a Federico III, eletto ma non incoronato imperatore del Sacro Romano Impero. Come parte dell'accordo Elisabetta fu promessa in sposa a Federico, nipote di Federico III e figlio di Federico II, elettore di Sassonia, e Margherita d'Austria.

### Alla corte imperiale
Elisabetta e Ladislao furono inizialmente messi sotto la tutela di Anna von Pottendorf al castello di Forchtenstein. Quando la regina Elisabetta morì nel dicembre del 1442, l'imperatore Federico III continuò a prendersi cura degli orfani che passarono la maggior parte del tempo a Graz e a Wiener Neustadt. L'opposizione accusò l'imperatore di trascurare i bambini, ma potrebbe essere solo una propaganda politica. L'imperatore Federico III era noto per essere emotivamente distante e frugale, ma fornì anche a entrambi i bambini una buona educazione. Enea Silvio Piccolomini, segretario dell'imperatore e futuro papa Pio II, scrisse il De liberorum educatione come manuale per educare i bambini.
Uno studio del 1973 sui resti di Elisabetta rivelò che molto probabilmente aveva la tubercolosi spinale in giovane età. Ciò lasciò il suo scheletro visibilmente deformato: spina dorsale a forma di s, mascelle disallineate, testa inclinata a destra, torace deformato. L'inclinazione permanente della sua testa portò allo sviluppo stentato del lato destro della sua faccia. La sua faccia era stretta con un grande mento. Tuttavia, come ha dimostrato dalla sua longevità e le frequenti gravidanze, godeva di buona salute.
Nel 1447, Federico III propose di sposare Elisabetta a Carlo, figlio di Filippo il Buono, duca di Borgogna. Filippo aveva acquistato il Lussemburgo da Elisabetta di Boemia. Federico III offrì 70.000 ducati, come dote di Elisabetta, in cambio del Lussemburgo, ma Filippo chiese 120.000 ducati e le trattative caddero. Per ragioni sconosciute, il matrimonio programmato da Elisabetta a Federico di Sassonia, negoziato da sua madre, la Regina Elisabetta, non avvenne nonostante un trattato di matrimonio firmato nel luglio del 1450.
Dopo la morte di Ladislao III di Polonia nella battaglia di Varna nel 1444, i nobili ungheresi riconobbero il loro re, Ladislao il Postumo, il fratello di Elisabetta. Tuttavia, l'imperatore rifiutò di permettere a Ladislao di lasciare la sua corte. Le ambizioni politiche di Ulrico II, conte di Celje, cugino della regina Elisabetta, lo portarono a chiedere la liberazione dei bambini e metterli sotto la sua custodia. Nel dicembre del 1451, quando l'Imperatore viaggiò a Roma per essere ufficialmente incoronato imperatore del Sacro Romano Impero, prese con sé Ladislao ma lasciò Elisabetta a Vienna. I nobili austriaci si ribellarono contro Federico III e trasferirono Elisabetta alle cure di Ulrico. Elisabetta fece un appello pubblico in lacrime in una piazza della città chiedendo aiuto a lei e a suo fratello, trascurato e tenuto prigioniero dall'Imperatore. Quando Federico III tornò nel giugno del 1452, i nobili austriaci lo costrinsero a rilasciare Ladislao ad Ulrico nel settembre seguente. 

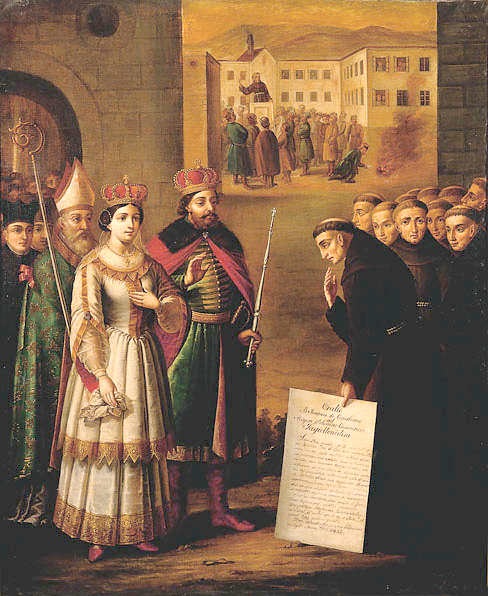
Elisabetta e Casimiro IV che incontrano Giovanni da Capestrano

## Matrimonio

### Regina di Polonia
Nell'agosto del 1452, preparandosi per la Guerra dei tredici anni (1454-66) con i Cavalieri Teutonici, i polacchi inviarono un'ambasciata a Vienna per negoziare nuovamente il matrimonio tra Elisabetta e l'attuale re Casimiro IV di Polonia. Ulrico II, che ora aveva la custodia di Elisabetta, ricevette favorevolmente la proposta e mandò due dei suoi uomini in Polonia. L'accordo formale di matrimonio fu raggiunto nell'agosto del 1453 a Breslavia in presenza di nobili polacchi e austriaci. Secondo l'accordo, la dote di Elisabetta, garantita da suo fratello re Ladislao il Postumo, era di 100.000 monete d'oro ungheresi. La dote era assicurata da terre in Austria, Ungheria e Boemia. A sua volta, Casimiro donò Koło, Opoczno, Przedecz e una somma mensile di 5.000 monete d'oro delle miniere di sale di Bochnia e Wieliczka. Elisabetta dovette rinunciare alle sue pretese sulle terre dei sovrani austriaci; la rinuncia non si sarebbe applicata se suo fratello Ladislao fosse morto senza un erede maschio.
La sua dote non fu pagata immediatamente e questo le diede un pretesto per rivendicare le corone ungheresi e boeme. Alla fine, Elisabetta ricevette due terzi della sua dote. La terza della sua dote assicurata dalle terre della Boemia fu perdonata quando suo figlio Vladislao II divenne re di Boemia. Casimiro IV compensò la dote ritardata e fornì alla moglie sicurezza finanziaria quando nel dicembre 1461, dopo la morte della regina Sofia, trasferì un certo numero di terre reali nei possedimenti di Elisabetta. Nel 1467, rinunciò alla sua rivendicazione sul ducato di Lussemburgo.
Elisabetta arrivò in Polonia nel febbraio del 1454 con un seguito di novecento cavalieri. Secondo quanto riferito, Casimiro fu informato che Elisabetta non era una donna attraente e stava riconsiderando il matrimonio, ma si inchinò alla pressione della sua corte. Il 9 febbraio Elisabetta arrivò a Cracovia e fu accolta da Casimiro e sua madre. Il giorno dopo fu celebrato il matrimonio e fu incoronata regina di Polonia. Il loro matrimonio fu felice e rafforzò i rapporti fra gli Asburgo e gli Jagelloni. Elisabetta, nonostante le frequenti gravidanze, accompagnò il marito in quasi tutti i viaggi, incluse una trentina di visite al Granducato di Lituania. Si separavano raramente e per brevi periodi di tempo in cui Casimiro era in guerra. I bambini ricevettero un'istruzione approfondita, che fu accreditata ad Elisabetta da Marcin Kromer. I loro tutori comprendevano il prete polacco Jan Długosz e l'umanista italiano Filippo Buonaccorsi.
Ella diede al marito 13 figli e passò alla storia con gli appellativi di "Madre degli Jagelloni" e "Madre di Re":
- Wladyslaw (1456–1516), re di Boemia ed Ungheria;
- Hedwig (1457–1505), sposò Giorgio di Baviera, duca di Baviera-Landshut;:
- Kazimierz (1458–1484), venerato come santo dalla Chiesa cattolica;
- Jan Olbracht (1459–1501), re di Polonia;
- Alexander (1461–1506), granduca di Lituania e re di Polonia;
- Sofia (1464–1512), sposò Federico, margravio di Brandeburgo-Ansbach;
- Elżbieta (Elisabetta I) (1465–1466);
- Zygmunt (1467–1548), granduca di Lituania e re di Polonia;
- Fryderyk (1468–1503), cardinale presbitero, vescovo di Cracovia ed arcivescovo di Gniezno;
- Elżbieta (Elisabetta II) (1472–1480);
- Anna (1476–1503), sposò il duca Bogislao X;
- Barbara (1478–1534), sposò Giorgio il Barbuto, duca di Sassonia;
- Elżbieta (Elisabetta III) (1482–1517), sposò Federico II, duca di Legnica e Brieg.

Elisabetta ebbe influenza su suo marito, ma non svolse un ruolo politico. Invece fu molto coinvolta nell'organizzazione dei matrimoni delle sue figlie. La sua influenza fu particolarmente evidente durante i negoziati per il matrimonio di sua figlia Hedwig con Giorgio di Baviera nel dicembre 1474. Elisabetta non organizzò i matrimoni dei suoi figli.

### Lotta per l'Ungheria e la Boemia
Dopo la morte, nel 1457, del fratello senza figli di Elisabetta, il re Ladislao il Postumo, lei e la sua famiglia iniziarono ad avanzare le loro pretese sui troni di Boemia e Ungheria. I polacchi sostenevano che dal momento che la dote di Elisabetta non era stata pagata, avevano il diritto su quelle terre. Tuttavia, la Bolla d'oro del 1356 non riconosceva i diritti di successione delle donne e i nobili ungheresi e boemi consideravano la loro monarchia elettiva, non ereditaria. Pertanto, elessero Mattia Corvino e Giorgio di Poděbrady. Poiché la Polonia era impegnata nella guerra dei tredici anni, il re Casimiro IV non poté far valere le pretese di Elisabetta. Nel 1466, il vescovo Rudolf di Rüdesheim informò Elisabetta che papa Paolo II considerava Giorgio di Poděbrady un eretico ed Elisabetta erede legittima al trono di Boemia. Quando Mattia Corvino si propose alla figlia di Elisabetta, Edvige nel 1468, Elisabetta rifiutò irosamente e chiamò Corvino un "cane".
Un nuovo capitolo nella lotta di Elisabetta per la sua eredità iniziò con la morte di Poděbrady nel 1471 e il figlio di Elisabetta Ladislao II divenne re di Boemia. Allo stesso tempo un gruppo di nobili della Boemia cattolica sostenevano Corvino invece di Vladislao II. A sua volta, un gruppo di nobili ungheresi cospirò contro Corvino e invitò il re polacco a rovesciarlo. Con la Boemia nelle mani di Vladislao, il re Casimiro IV decise di installare suo figlio, il futuro San Casimiro, in Ungheria. L'esercito polacco invase l'Ungheria, ma l'esercito fu mal fornito e la breve campagna ungherese non ebbe successo. La guerra in Boemia continuò fino a quando la pace di Olomouc divise la Boemia tra Corvino e Vladislao II.
Dopo la morte di Corvino nell'aprile del 1490, Casimiro ed Elisabetta sostennero il loro figlio Giovanni I Alberto come re d'Ungheria. I nobili ungheresi preferivano l'inefficace Vladislao II. Dopo le suppliche di Elisabetta a nome di Giovanni Alberto, che secondo come riferito era il suo favorito, non riuscì a persuadere Vladislao II ad abbandonare la corona ungherese e scoppiò una guerra tra i due fratelli nel giugno 1490 e durò fino al gennaio 1492. Giovanni Alberto perse e ritornò in Polonia, mentre Vladislao II fu incoronato re d'Ungheria. Alla fine, il figlio di Elisabetta governò sia l'Ungheria che la Boemia.

## Regina madre
Casimiro IV morì il 7 giugno 1492. Gli storici dell'arte credono che lei abbia ingaggiato l'artista Veit Stoss per creare la tomba di Casimiro e l'effigie giacente. Il trono lituano era già stato assicurato ad Alessandro. Elisabetta intraprese azioni decisive per assicurare il trono polacco al suo figlio prediletto Giovanni Alberto. Ancora più importante, prese in prestito 5.675 fiorini dalla famiglia delle banche Fischel e ingaggiò un gruppo di soldati ungheresi. Questi soldati, guidati dal figlio di Elisabetta, Fryderyk, marciarono fino a Piotrków Trybunalski, dove i nobili polacchi eleggevano Giovanni Alberto come loro re il 27 agosto.
Vedova, Elisabetta condusse una vita sedentaria a Cracovia in compagnia delle sue figlie più giovani. La sua unica mossa politica conosciuta durante il regno di Giovanni Alberto era chiedere al re di sostenere Federico di Sassonia nella sua ricerca del titolo di Gran Maestro dei Cavalieri Teutonici. Tuttavia, ha continuato a svolgere un ruolo attivo nelle questioni familiari. All'inizio del 1495, si recò a Vilnius per assistere alle nozze di suo figlio Alessandro e Elena di Mosca. Elisabetta voleva convincere Elena a convertirsi al cattolicesimo e ottenere una posizione per suo figlio Zygmunt. Ha fallito in entrambi i casi e forse a causa di questo che rimase passiva quando ricevette la notizia della morte di Giovanni Alberto, e non sostenne Alessandro come candidato al trono polacco.

## Morte
Nel 1496, ha organizzato il matrimonio di Barbara con Giorgio, duca di Sassonia.
Nel 1503, finanziò una cappella all'interno della Cattedrale del Wawel per ospitare la tomba di suo figlio Giovanni Alberto a opera di Francesco Fiorentino. Elisabetta si oppose al matrimonio della figlia minore Elisabetta con Bogdan III, Voivoda di Moldavia. Invece, nel 1504 e nel 1505, Elisabetta assegnò le sue terre e il suo reddito per assicurare l'indipendenza finanziaria alla figlia.
Elisabetta si ammalò nel 1505. Morì il 30 agosto 1505. Fu sepolta il 21 settembre nella Cattedrale del Wawel accanto al marito e alle due figlie.

## Ascendenza
|                               |                         |                         | Genitori                  |  |  | Nonni |  |  | Bisnonni              |  |  | Trisnonni               |  |
|                               |                         |                         |                           |  |  |       |  |  | Alberto III d'Asburgo |  |  | Alberto II lo Sciancato |  |
|                               |                         |                         |                           |  |  |       |  |  | Alberto III d'Asburgo |  |  | Alberto II lo Sciancato |  |
|                               |                         | Giovanna di Pfirt       |                           |  |  |       |  |  | Alberto III d'Asburgo |  |  |                         |  |
| Alberto IV d'Asburgo          |                         |                         |                           |  |  |       |  |  | Alberto III d'Asburgo |  |  |                         |  |
|                               |                         | Beatrice di Norimberga  | Federico V di Norimberga  |  |  |       |  |  |                       |  |  |                         |  |
|                               |                         | Beatrice di Norimberga  | Federico V di Norimberga  |  |  |       |  |  |                       |  |  |                         |  |
|                               |                         | Beatrice di Norimberga  | Elisabetta di Meißen      |  |  |       |  |  |                       |  |  |                         |  |
| Alberto II d'Asburgo          |                         | Beatrice di Norimberga  |                           |  |  |       |  |  |                       |  |  |                         |  |
|                               |                         | Alberto I di Baviera    | Ludovico il Bavaro        |  |  |       |  |  |                       |  |  |                         |  |
|                               |                         | Alberto I di Baviera    | Ludovico il Bavaro        |  |  |       |  |  |                       |  |  |                         |  |
|                               |                         | Alberto I di Baviera    | Margherita II di Hainaut  |  |  |       |  |  |                       |  |  |                         |  |
| Giovanna di Baviera-Straubing |                         | Alberto I di Baviera    |                           |  |  |       |  |  |                       |  |  |                         |  |
|                               |                         | Margherita di Brieg     | Ludovico I il Giusto      |  |  |       |  |  |                       |  |  |                         |  |
|                               |                         | Margherita di Brieg     | Ludovico I il Giusto      |  |  |       |  |  |                       |  |  |                         |  |
|                               |                         | Margherita di Brieg     | Agnese di Głogów-Żagań    |  |  |       |  |  |                       |  |  |                         |  |
| Elisabetta d'Asburgo          |                         | Margherita di Brieg     |                           |  |  |       |  |  |                       |  |  |                         |  |
|                               | Carlo IV di Lussemburgo | Giovanni I di Boemia    |                           |  |  |       |  |  |                       |  |  |                         |  |
|                               | Carlo IV di Lussemburgo | Giovanni I di Boemia    |                           |  |  |       |  |  |                       |  |  |                         |  |
|                               | Carlo IV di Lussemburgo | Elisabetta di Boemia    |                           |  |  |       |  |  |                       |  |  |                         |  |
| Sigismondo di Lussemburgo     | Carlo IV di Lussemburgo |                         |                           |  |  |       |  |  |                       |  |  |                         |  |
|                               |                         | Elisabetta di Pomerania | Boghislao V di Pomerania  |  |  |       |  |  |                       |  |  |                         |  |
|                               |                         | Elisabetta di Pomerania | Boghislao V di Pomerania  |  |  |       |  |  |                       |  |  |                         |  |
|                               |                         | Elisabetta di Pomerania | Elisabetta di Polonia     |  |  |       |  |  |                       |  |  |                         |  |
| Elisabetta di Lussemburgo     |                         | Elisabetta di Pomerania |                           |  |  |       |  |  |                       |  |  |                         |  |
|                               |                         | Ermanno II di Cilli     | Ermanno I di Cilli        |  |  |       |  |  |                       |  |  |                         |  |
|                               |                         | Ermanno II di Cilli     | Ermanno I di Cilli        |  |  |       |  |  |                       |  |  |                         |  |
|                               |                         | Ermanno II di Cilli     | Caterina di Bosnia        |  |  |       |  |  |                       |  |  |                         |  |
| Barbara di Cilli              |                         | Ermanno II di Cilli     |                           |  |  |       |  |  |                       |  |  |                         |  |
|                               |                         | Anna di Schaunberg      | Enrico VIII di Schaunberg |  |  |       |  |  |                       |  |  |                         |  |
|                               |                         | Anna di Schaunberg      | Enrico VIII di Schaunberg |  |  |       |  |  |                       |  |  |                         |  |
|                               |                         | Anna di Schaunberg      | Ursula di Gorizia         |  |  |       |  |  |                       |  |  |                         |  |
|                               |                         | Anna di Schaunberg      |                           |  |  |       |  |  |                       |  |  |                         |  |